# Mereto di Tomba
Mereto di Tomba é uma comuna italiana da região do Friuli-Venezia Giulia, província de Udine, com cerca de 2.697 habitantes. Estende-se por uma área de 27 km², tendo uma densidade populacional de 100 hab/km². Faz fronteira com Basiliano, Codroipo, Coseano, Fagagna, San Vito di Fagagna, Sedegliano.

## Demografia
| Variação demográfica do município entre 1861 e 2011                               |
|                                                                                   |
| Fonte: Istituto Nazionale di Statistica (ISTAT) - Elaboração gráfica da Wikipedia |